# Vasall
Vasall, även kallad läntagare, är en part i ett  feodalsystem, vanligen med en adelstitel, och som lyder under en herre, exempelvis en kung. Vasallen ansvarade för att skydda herren militärt i utbyte mot skatt eller tribut. Genom att ställa upp för sin herre i krig så erhöll vasallerna vissa privilegier. Ett vanligt privilegium var att adeln (liksom prästerskapet) var frälse, befriad från egen skattskyldighet, speciellt om man tillhandahöll en militär styrka för herrens eventuella behov, "rusttjänst".
En vasall kunde vara frivillig eller med en god relation, exempelvis när barnen till en kung får olika förläningar inom ett rike, medan äldste sonen får ärva faderns tron, eller som en belöning för en stor gärning mot herren, exempelvis undsättning i krig. Ett vasallskap kunde också vara påtvingat av en yttre makt, som använde de existerande lokala härskarna för praktisk administration, och de fick behålla sin position, mot att de offentligt erkände sin underdånighet och gav sin tribut, ofta årligen. Vid uteblivande av betalning, kunde herren tåga in med en armé och konfiskera värdet av tributen eller fängsla vasallen, och kanske vandalisera hans huvudstad.
Vasallen kunde i sin tur ha privilegiet att fungera som en "kung" inom sitt lilla rike, med makt att styra och ta upp skatt från befolkningen. I det medeltida Europa var det svårt för en kung att ha kontroll över sitt territorium på egen hand, så administrationen decentraliserades till lokala furstar som förväntades vara lojala och upprätthålla ordningen.
I regel fanns en hierarki av titlar, så att herren över en vasall hade förnämsta titeln, och om vasallen hade egna vasaller under sig, hade dessa vanligen lägre titlar, men maktförhållanden kunde göra att en kung i ett svagt rike kom att hamna under en herre med lägre titel. En rangordning med europeiska adelstitlar kunde vara kejsare-kung/storfurste-furste-hertig-greve etc. För att få ta en titel, insättas på en post eller erövra ett område och så blir dess härskare, kunde herren kräva att vasallen kom och bad om tillstånd. Exempelvis måste de östeuropeiska vasallstaternas furstar (Kievriket) under den Gyllene hordens välde resa till khanen, ibland ända till mongolernas huvudstad Karakorum, för att betyga sin underdånighet och få rätten till sitt vasallskap och furstetitel. Vanligen ärvdes tronen och vasallskapet av äldste sonen eller äldste brodern, beroende på rike, och i vissa fall av döttrar eller makar (ex. jure uxoris).
Oenighet om utnämningen av och stödet till underlydande i vasallstater respektive kyrkans biskopar gav upphov till investiturstriden mellan påven och regenterna i flera europeiska länder.
En kronvasall är vasall direkt underställd staten ("kronan").